# Пливање на Летњим олимпијским играма 2016 — 400 метара мешовито за жене
Пливачке трке у дисциплини 400 метара мешовито за жене на Летњим олимпијским играма 2016. одржане су првог дана пливачких такмичења 6. августа у Олимпијском базену у Рио де Жанеиру. 
Учестовале су укупно 33 такмичарке из 23 земље, а само такмичење се одвијало у два дела. Квалификације су одржане у подневном делу програма, док је финална трка одржана у вечерњем термину истог дана када и квалификације. 
Златну медаљу освојила је репрезентативка Мађарске Катинка Хосу која је финалну трку испливала у времену новог светског рекорда резултатом 4:26.36 минута. Сребро је припало репрезентативки Сједињених Држава Маји Дирадо која је испливала резултат скоро 5 секунди спорији од победничког времена, 4:31.15, док је бронзу освојила Миреја Белмонте Гарсија из Шпаније (резултат 4:32.39). 
Репрезентативка Србије Ања Цревар наступила је у квалификацијама где је испливала време од 4:43.19 што је било довољно за 20. место.

## Освајачи медаља
|                    | Резултат |                   | Резултат |                               | Резултат |
|                    |          |                   |          |                               |          |
| Катинка Хосу (HUN) | 4:26.36  | Маја Дирадо (USA) | 4:31.15  | Миреја Белмонте Гарсија (ESP) | 4:32.39  |

## Рекорди
Уочи почетка трка у овој дисциплини важили су следећи светски и олимпијски рекорди:
| Светски рекорд    | Је Шивен | 4:28.43 | Лондон, Уједињено Краљевство | 28. јул 2012. | [ 1 ] |
| Олимпијски рекорд | Је Шивен | 4:28.43 | Лондон, Уједињено Краљевство | 28. јул 2012. |       |

Током такмичења постигнути су следећи рекорди:
| Датум     | Етапа  | Пливач       | НОК      | Резултат | Рекорд |
| --------- | ------ | ------------ | -------- | -------- | ------ |
| 6. август | финале | Катинка Хосу | Мађарска | 4:26.36  | СР, ОР |

## Квалификације
У квалификацијама су учестовале 33 такмичарке распоређене у 5 квалификационих група (3 групе са 8 пливачица, једна са 6 и једна са 3). Пласман у финале остварило је 8 пливачица са најбољим резултатима. 
| Плас. | Трка | Стаза | Пливачица               | НОК          | Време   | Нап. |
| ----- | ---- | ----- | ----------------------- | ------------ | ------- | ---- |
| 1.    | 5    | 4     | Катинка Хосу            | Мађарска     | 4:28.58 | КВ   |
| 2.    | 5    | 3     | Миреја Белмонте Гарсија | Шпанија      | 4:32.75 | КВ   |
| 3.    | 4    | 4     | Маја Дирадо             | САД          | 4:33.50 | КВ   |
| 4.    | 5    | 5     | Хана Мајли              | В. Британија | 4:33.74 | КВ   |
| 5.    | 4    | 3     | Ајми Вилмот             | В. Британија | 4:34.08 | КВ   |
| 6.    | 5    | 2     | Елизабет Бејзел         | САД          | 4:34.38 | КВ   |
| 7.    | 5    | 7     | Сакико Шимицу           | Јапан        | 4:34.66 | КВ   |
| 8.    | 4    | 5     | Емили Оверхолт          | Канада       | 4:36.54 | КВ   |
| 9.    | 3    | 2     |                         | Вијетнам     | 4:36.85 |      |
| 10.   | 4    | 6     | Михо Такахаши           | Јапан        | 4:37.33 |      |
| 10.   | 4    | 8     | Керин Макмастер         | Аустралија   | 4:37.33 |      |
| 12.   | 3    | 4     | Сидни Пикрем            | Канада       | 4:38.06 |      |
| 13.   | 5    | 8     | Жужана Јакабош          | Мађарска     | 4:38.52 |      |
| 14.   | 4    | 2     | Барбора Завадова        | Чешка        | 4:38.53 |      |
| 15.   | 3    | 5     | Жоана Марањао           | Бразил       | 4:38.88 |      |
| 16.   | 5    | 6     | Блер Иванс              | Аустралија   | 4:38.91 |      |
| 17.   | 2    | 7     | Матеа Самарџић          | Хрватска     | 4:39.41 |      |
| 18.   | 3    | 8     | Викторија Зејнеп Гунеш  | Турска       | 4:41.79 |      |
| 19.   | 3    | 7     | Марија Вилас Видал      | Шпанија      | 4:42.52 |      |
| 20.   | 2    | 2     | Ања Цревар              | Србија       | 4:43.19 |      |
| 21.   | 3    | 6     | Франциска Хентке        | Немачка      | 4:43.32 |      |
| 22.   | 5    | 1     | Лара Гранжон            | Француска    | 4:43.98 |      |
| 23.   | 3    | 1     | Фантин Лесафр           | Француска    | 4:44.47 |      |
| 24.   | 1    | 5     | Мартина ван Беркел      | Швајцарска   | 4:45.12 |      |
| 25.   | 1    | 3     | Танја Килиеинен         | Финска       | 4:45.33 |      |
| 26.   | 3    | 3     | Лујза Тромбети          | Италија      | 4:45.52 |      |
| 27.   | 4    | 7     | Је Шивен                | Кина         | 4:45.86 |      |
| 28.   | 2    | 3     | Викторија Каминскаја    | Португалија  | 4:46.03 |      |
| 29.   | 1    | 4     | Јердис Штејнегер        | Аустрија     | 4:47.84 |      |
| 30.   | 2    | 4     | Сара Франчески          | Италија      | 4:48.48 |      |
| 31.   | 2    | 6     | Вирхинија Бардач        | Аргентина    | 4:49.69 |      |
| 32.   | 4    | 1     | Џоу Мин                 | Кина         | 4:50.38 |      |
| 33.   | 2    | 5     | Ранохон Аманова         | Узбекистан   | 4:52.15 |      |

## Финале
| Плас. | Стаза | Пливачица               | НОК                       | Време   | Нап. |
| ----- | ----- | ----------------------- | ------------------------- | ------- | ---- |
|       | 4     | Катинка Хосу            | Мађарска                  | 4:26.36 | СР   |
|       | 3     | Маја Дирадо             | Сједињене Америчке Државе | 4:31.15 |      |
|       | 5     | Миреја Белмонте Гарсија | Шпанија                   | 4:32.39 |      |
| 4.    | 6     | Хана Мајли              | Уједињено Краљевство      | 4:32.54 |      |
| 5.    | 8     | Емили Оверхолт          | Канада                    | 4:34.70 |      |
| 6.    | 7     | Елизабет Бејзел         | Сједињене Америчке Државе | 4:34.98 |      |
| 7.    | 2     | Ејми Вилмот             | Уједињено Краљевство      | 4:35.04 |      |
| 8.    | 1     | Сакико Шимицу           | Јапан                     | 4:38.06 |      |